# Internowanie Stefana Wyszyńskiego

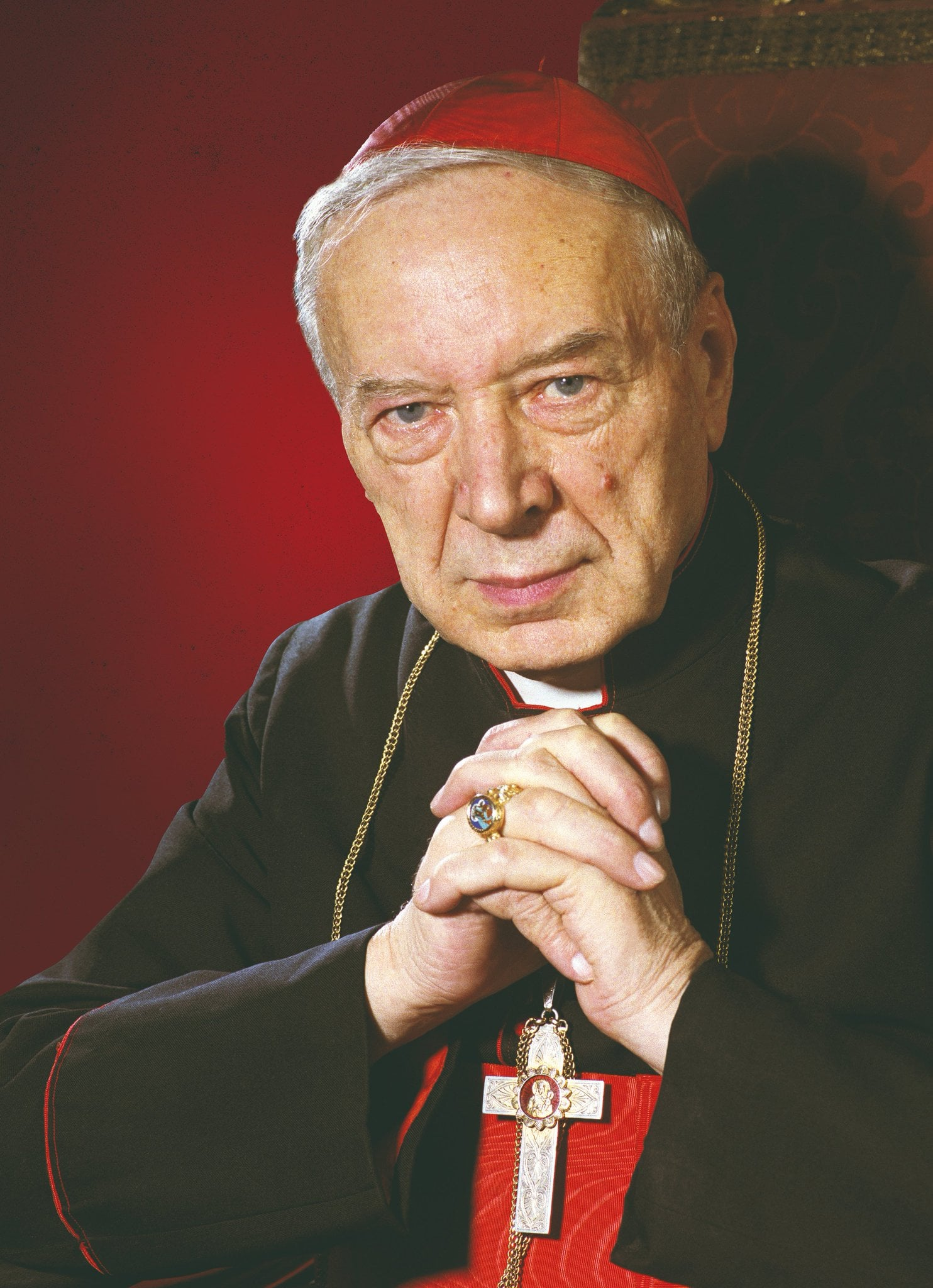
Prymas Polski Stefan Wyszyński

We wczesnych latach 50., w okresie napięć między państwem a Kościołem, polityka władz PRL, zależnych od ZSRR, zmierzała do złamania opozycji i wszelkich niezależnych instytucji. W ramach represji komunistów wobec Kościoła katolickiego zapadła decyzja o internowaniu prymasa Polski Stefana Wyszyńskiego. Sprawą zajęło się Ministerstwo Bezpieczeństwa Publicznego, powstałe na bazie Resortu Bezpieczeństwa Publicznego przy Polskim Komitecie Wyzwolenia Narodowego. 8 maja 1953 na Konferencji Episkopatu Polski w Krakowie uchwalono z jego inicjatywy treść listu do rządu, który przeszedł do historii pod nazwą Non possumus, wyrażającego stanowczy sprzeciw wobec rażącego łamania przez rząd zawartych wcześniej porozumień, a który stał się m.in. jednym z powodów jego późniejszego zatrzymania.
Późnym wieczorem 25 września 1953 Wyszyński został zatrzymany w tzw. małym salonie papieskim, znajdującym się na parterze Domu Arcybiskupów Warszawskich. Z rzeczy osobistych zabrał ze sobą tylko różaniec i brewiarz. Był przetrzymywany w katolickich klasztorach z siostrą zakonną Marią Leonią Graczyk i księdzem Stanisławem Skorodeckim.
Swoje przeżycia w trakcie internowania Wyszyński opisał w „Zapiskach więziennych”.

## Rywałd

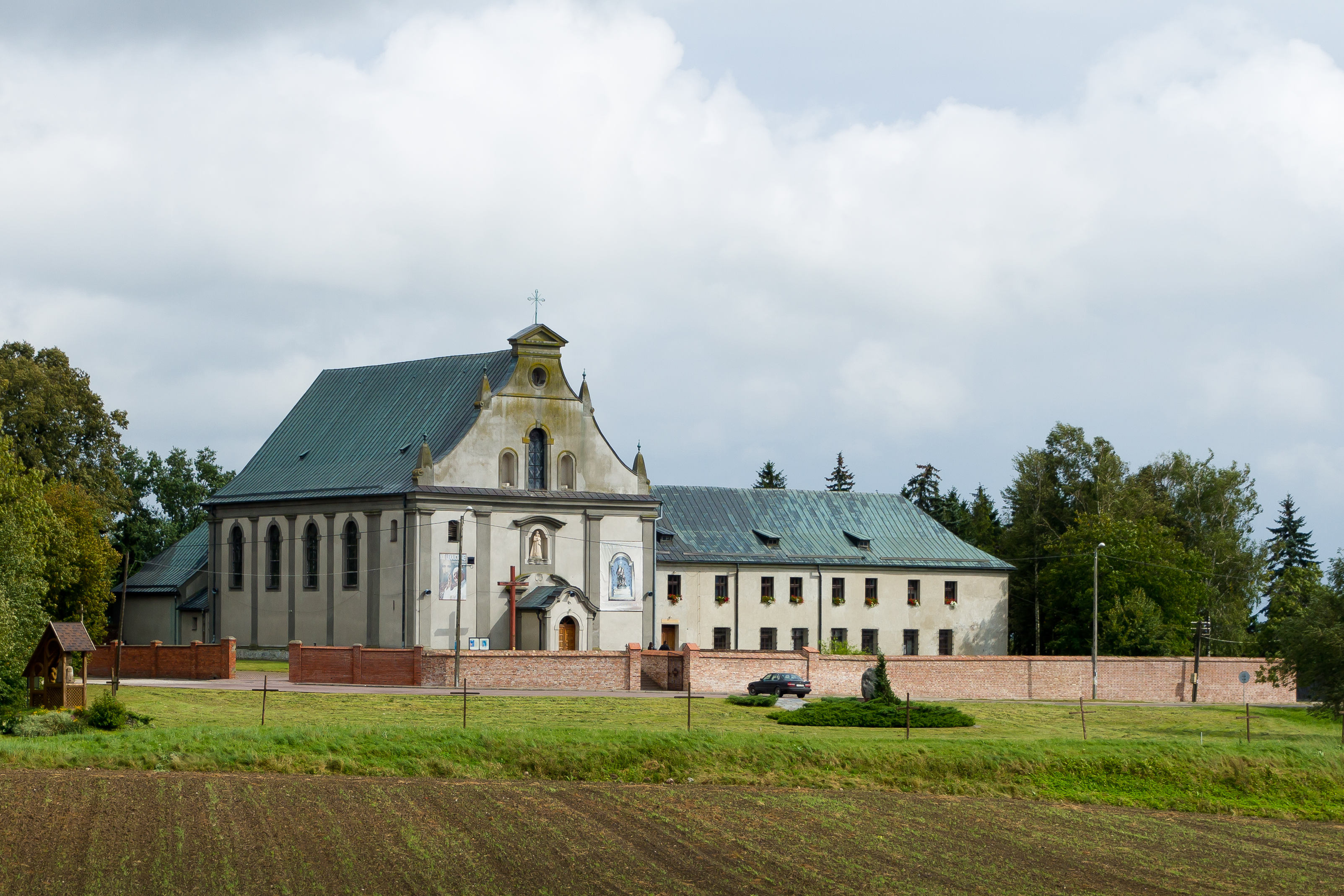
Sanktuarium Maryjne w Rywałdzie – pierwsze miejsce internowania

Pierwszym miejscem więzienia prymasa był klasztorny kapucynów w Rywałdzie. Przebywał tu od 25 września 1953 roku do 12 października 1953 roku.
Do Rywałdu prymas został przetransportowany w środku nocy samochodem z zamalowanymi szybami. Klasztor został przygotowany na to, żeby strażnicy mogli bez przerwy śledzić Wyszyńskiego, a wszędzie pozakładano podsłuchy. Oprócz zakonników przesiedlono też paru mieszkańców Rywałdu. Klasztor został otoczony ogrodzeniem z drutu kolczastego. Cela prymasa znajdowała się na piętrze, na lewym skrzydle korytarza.
W Rywałdzie kardynał przebywał krótko – jedynie 3 tygodnie.

## Stoczek Klasztorny

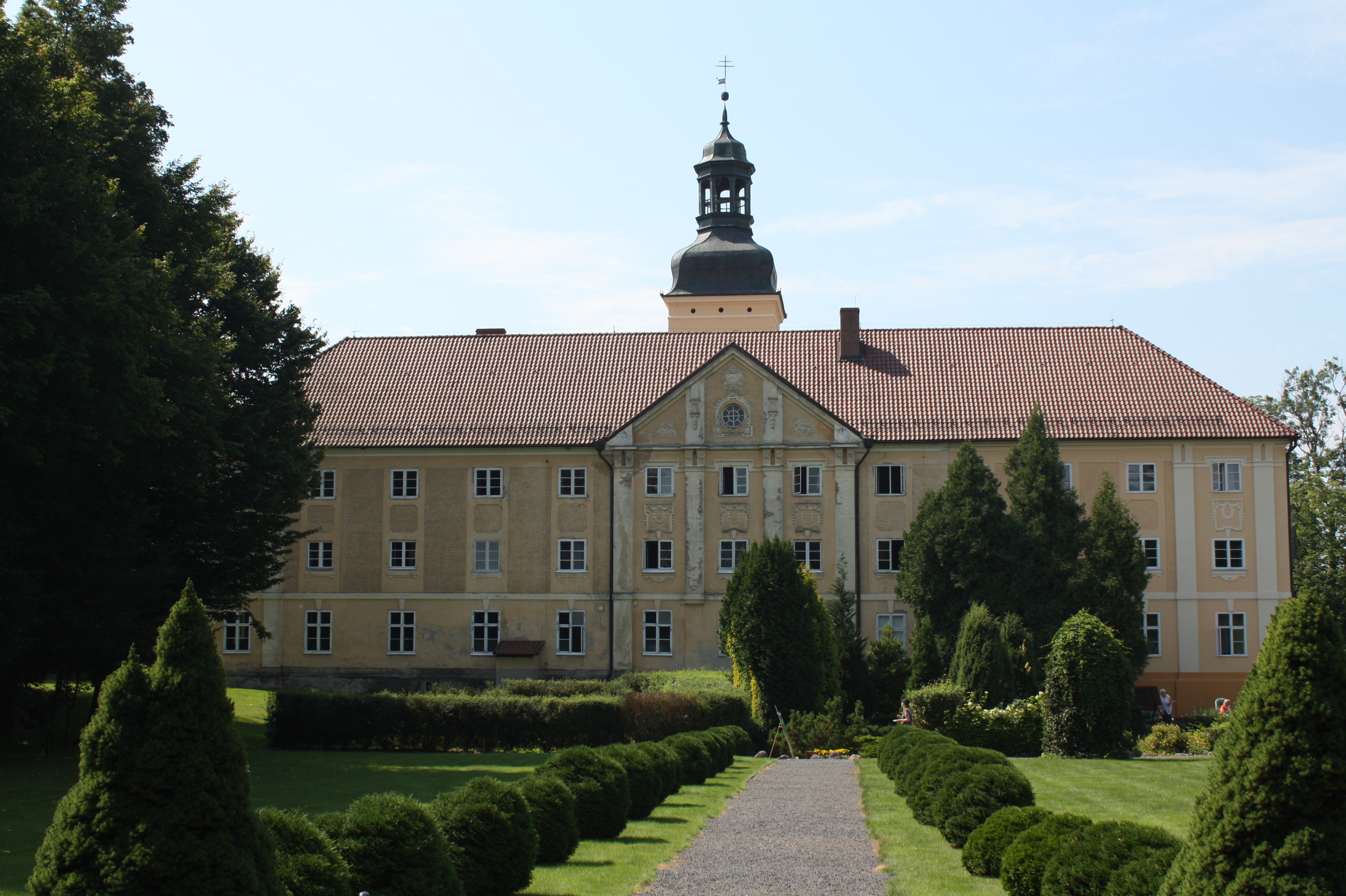
Klasztor w Stoczku – drugie miejsce internowania

Drugim miejscem więzienia prymasa był klasztor w Stoczku Klasztornym. Przebywał tu od 12 października 1953 do 6 października 1954 roku.
W klasztorze w Stoczku panowały ciężkie warunki. Budynek był zniszczony. Jego ściany wewnętrzne były mokre, ściekała z nich woda, a kamienne posadzki były zimne. Cały widok był zasłonięty przez drzewa otaczające klasztor. Przy parkanie ich pnie okręcono drutem kolczastym, a w jeden z nich wmontowano aparat podsłuchowy. Część klasztoru, w której znajdował się prymas, została oddzielona murem. Korytarzy pilnowało około 30 funkcjonariuszy w cywilnych ubraniach, a wokół parkanu rozstawiono wojskowe straże.
Wyszyński miał tu do dyspozycji dwa pokoje, łazienkę, korytarz i ogród. Nie wiedział, gdzie się znajduje. Domyślał się jedynie, że przebywa w jakimś starym klasztorze. Dopiero 1 stycznia 1954 roku do więźniów dotarły głosy religijnych śpiewów.
8 grudnia 1953 roku, w uroczystość Niepokalanego Poczęcia NMP, przed obrazem Świętej Rodziny, Wyszyński oddał się Matce Bożej w macierzyńską niewolę. W swoim dzienniku zapisał:

...oddałem się dziś przez ręce mojej Najlepszej Matki w całkowita niewolę Chrystusowi Panu. W tym widzę łaskę dnia, że sam Bóg stworzył mi czas na dokonanie tego radosnego dzieła.

## Prudnik

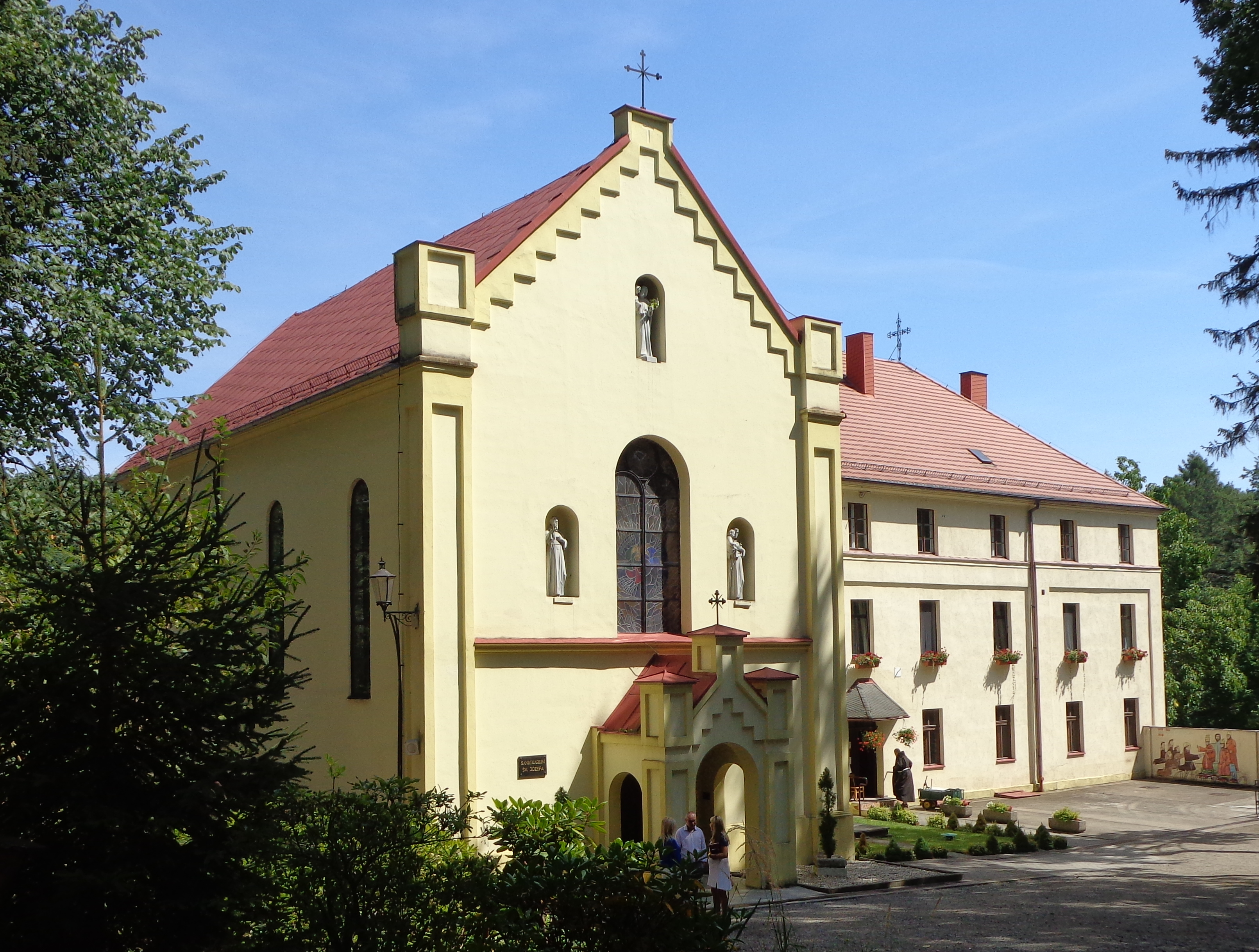
Sanktuarium św. Józefa w Prudniku – trzecie miejsce internowania

Trzecim miejscem więzienia prymasa był klasztor franciszkanów w Prudniku. Przebywał tu od 6 października 1954 roku do 27 października 1955 roku.
1 października 1954 roku do klasztoru w Prudniku przybyli funkcjonariusze UB, którzy kazali zakonnikom opuścić klasztor w ciągu dwóch godzin. Nakaz ten wydał 30 września Prezydium Wojewódzkiej Rady narodowej w Opolu. Klasztor przeszedł pod zarząd wojska, a prudniccy zakonnicy przenieśli się do pobliskiego klasztoru w Borkach Wielkich nieopodal Olesna. Wojsko rozpoczęło pracę nad zamianą klasztoru w więzienie dla kardynała Wyszyńskiego. Pełnione były warty, żeby nie dopuszczać żadnych cywilów blisko klasztoru, który to natomiast został obtoczony zielonymi parkanami i zabezpieczony siecią drutów kolczastych, a dookoła niego zasadzono szpaler świerków.
6 października 1954 roku o godzinie 12:15 Prymas wraz z towarzyszącymi mu osobami został przewieziony ze Stoczka Klasztornego do Kętrzyna, gdzie czekał specjalny samolot wojskowy. Wystartowali o godzinie 12:00. Wylądowali na poligonowym lotnisku koło Nysy. Tutaj więźniowie czekali do 18:00, czyli do czasu zapadnięcia zmroku. Około 45 minut trwała podróż do klasztoru w Prudniku zamienionego na „obóz izolacyjny”. Miejsce startu, jak i lądowania były gęsto obstawione żołnierzami.
Cela przygotowana dla prymasa była mała. Posiadała okna. Na parterze znajdowała się kuchnia. Funkcjonariusze pełnili wartę przy drzwiach wyjściowych. Z klatki schodowej korzystali wszyscy – więźniowie wychodzili przez nią do ogrodu, natomiast eskorta na dziedziniec. Dla Wyszyńskiego i osób mu towarzyszących przeznaczone było pierwsze piętro klasztoru, natomiast drugie było zajęte przez wyższych funkcjonariuszy. Na pierwszym piętrze przygotowano prowizoryczną kaplicę oraz pokój stołowy, gdzie odbywały się przesłuchania. Łazienka oraz ubikacja znajdowały się na końcu korytarza. Pokoje zajmowali kolejno Wyszyński, Skorodecki i Graczyk.
Więźniom pozwalano wychodzić na spacery po wewnętrznym ogrodzie. Listy do nich były zawsze ocenzurowane przed doręczeniem, które często umyślnie opóźniano.
W Prudniku Wyszyński po raz pierwszy spotkał się z przedstawicielami władz, którzy powiadomili go o wszystkim i wyjaśnili zaistniałą sytuację. Tutaj też pod wpływem lektury powieści „Potop” – Henryka Sienkiewicza zrodził się u niego pomysł napisania ślubów narodowych, które miały być odnowieniem królewskich ślubów lwowskich Jana Kazimierza w ich trzechsetną rocznicę. W kazaniu do górali tatrzańskich w Zakopanem w niespełna rok po swoim uwolnieniu mówił:

Czytając „Potop” Sienkiewicza, uświadomiłem sobie właśnie w Prudniku, że trzeba pomyśleć o tej wielkiej dacie. Byłem przecież więziony tak blisko miejsca, gdzie król Jan Kazimierz i prymas Leszczyński radzili, jak ratować Polskę z odmętów. Pojechali obydwaj na południowy wschód, do Lwowa: drogę torowali im górale, jak to pięknie opisuje Henryk Sienkiewicz. Gdy z kolei i mnie przewieziono tym samym niemal szlakiem, z Prudnika na południowy wschód, do czwartego miejsca mego odosobnienia, w góry, jechałem z myślą: musi powstać akt Ślubowań odnowionych!

## Komańcza

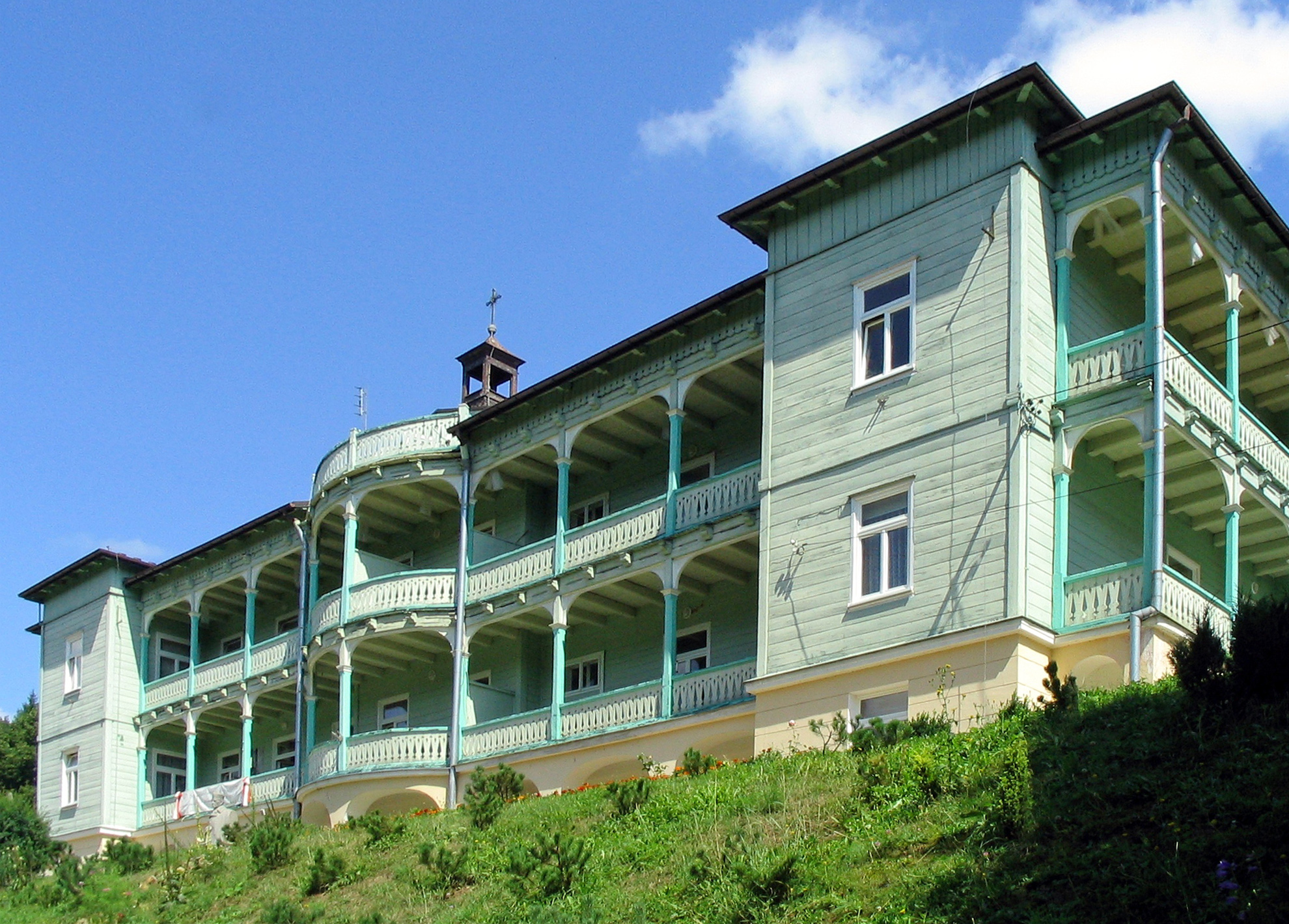
Klasztor nazaretanek w Komańczy – czwarte miejsce internowania

Czwartym (ostatnim) miejscem więzienia prymasa był klasztor nazaretanek w Komańczy. Przebywał tu od 29 października 1955 roku do 28 października 1956 roku.
Czas pobytu w Prudniku źle wpłynął na zdrowie Wyszyńskiego, dlatego został przewieziony do klasztoru w Komańczy, który został specjalnie wzniesiony w celach sanatoryjnych dla Sióstr oraz dzieci – wychowanków Sióstr, cierpiących na choroby płuc. Podczas internowania mieszkał na pierwszym piętrze, na końcu lewej części korytarza (pokój nr 5).
Prymas wybierał się na spacery zazwyczaj między godziną 14. a 16. Towarzyszyli mu tu członkowie rodziny, księża lub siostry zakonne. W pokoju, w którym przebywał Prymas, założony został podsłuch.
Jasnogórskie Śluby Narodu zostały uroczyście złożone 26 sierpnia 1956 na Jasnej Górze przy udziale około miliona wiernych. Rotę Ślubów odczytał bp Michał Klepacz, pełniący obowiązki przewodniczącego Episkopatu Polski. Na fotelu przeznaczonym dla prymasa Polski leżały biało-czerwone kwiaty. Kardynał Wyszyński składał Śluby w miejscu swojego odosobnienia w Komańczy w łączności z Jasną Górą, o 10 minut wcześniej, jedynie w obecności Marii Okońskiej.
W czasie październikowego przesilenia politycznego w 1956 został zwolniony z internowania i powrócił 28 października do Warszawy. 8 grudnia 1956 doprowadził do zawarcia nowego, korzystnego dla Kościoła, tzw. małego porozumienia z władzami, na mocy którego m.in. w szkołach przywrócono naukę religii, uchylono dekret o obsadzaniu stanowisk kościelnych z 1953 i umożliwiono powrót biskupów na ziemie zachodnie i północne.